# 阿伊特本哈杜
阿伊特本哈杜（阿拉伯语：‎），又稱阿伊特·本·哈杜， 是摩洛哥南部瓦尔扎扎特地区的一个筑垒村和古城，位于马拉喀什东南方约100公里，地处阿特拉斯山脉之中。垒村里面有十多处由泥土及干草建成的泥屋，是摩洛哥黏土建筑的典范。
埃本哈杜在1987年被联合国教科文组织评为世界文化遗产。

## 电影、电视剧取景地
据不完全统计，至今已有二十多部电影和电视剧曾在此地取景。
- 权力的游戏 [2]，史诗奇幻题材的美国电视连续剧。
- 波斯王子：时之刃 (2010)
- 通天塔 (2006)
- 天国王朝 (2005)
- 亚历山大大帝 (2004)
- 角斗士 (2000) [3], 获奥斯卡金像奖之最佳影片奖、最佳男主角奖、最佳服装设计奖、最佳视觉效果奖、最佳音效奖。
- 盗墓迷城 (1999)
- 达赖的一生 (1997)，因议题敏感遭到大陆禁播。
- 基督最后的诱惑 (1988)，获奥斯卡金像奖之最佳导演奖。
- 黎明杀机 (1987)
- 尼罗河宝石 (1985)
- 时光大盗 (1981)
- 万世救主，英意合制的1977年电视短剧，讲述耶稣的一生，包括他降生、传道及复活。
- 霸王铁金刚 (1975), 由诺贝尔文学奖得主吉卜林的同名小说改编而成。